# John Edward McCullough
John Edward McCullough (2 de novembro de 1832 – 8 de novembro de 1885) foi um ator norte-americano. Nasceu em Coleraine, na Irlanda (hoje parte da Irlanda do Norte).
John McCullough foi para a América aos 16 anos e fez a sua primeira aparição no palco do Arch Street Theatre, em Filadélfia, em 1857. Em apoio a Edwin Forrest e Edwin Booth desempenhou o segundo papel em Shakespeare e outras tragédias, e Forrest deixou-o por vontade de todos os seus livros rápidos. Virginius foi o seu maior sucesso, embora mesmo nesta parte e como Otelo foi friamente recebido na Inglaterra (1881). Na noite de 29 de setembro de 1884, avariou-se no palco do McVicker's Theater, em Chicago, e não conseguiu recitar as suas falas. O público, a pensar que estava bêbedo, assobiou e vaiou. Na verdade, McCullough sofria das fases iniciais da parese geral. Mais tarde, foi internado no Bloomingdale Crazy Asylum, mas continuou a declinar e acabou por morrer num asilo em Filadélfia. Os seus "delírios loucos", tornaram-se populares e foram imitados numa das primeiras gravações áudio.
Morreu a 8 de novembro de 1885 em Filadélfia, Pensilvânia e está enterrado no Cemitério Mount Moriah.

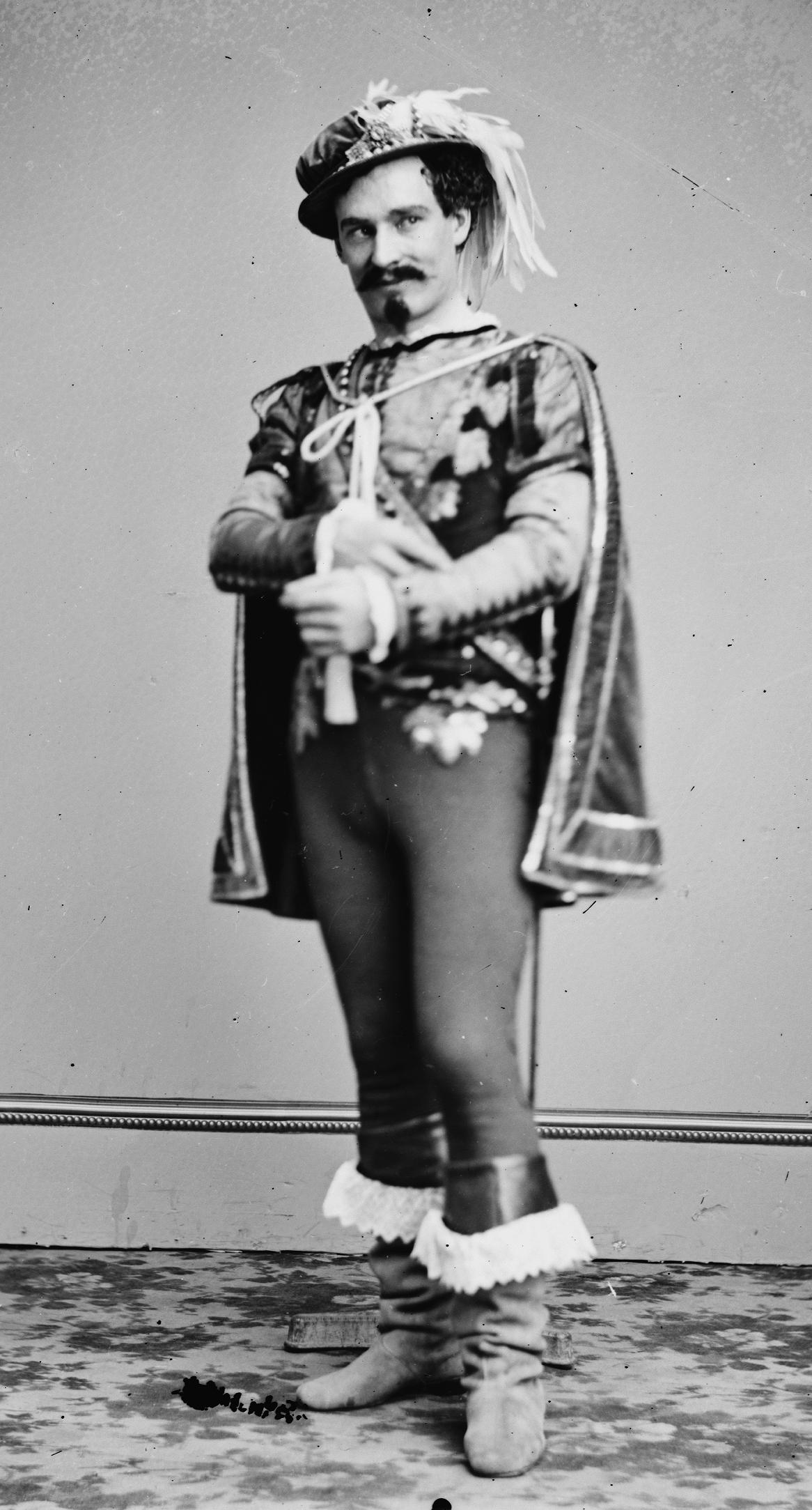
John McCullough